# Länge (Algebra)
Im mathematischen Teilgebiet der Algebra ist die Länge ein Maß für die Größe eines Moduls.

## Definition
Es sei {\displaystyle M} ein Modul über einem Ring {\displaystyle A}. Die Länge von {\displaystyle M} ist das Supremum der Längen {\displaystyle n} von Ketten von Untermoduln der Form
{\displaystyle 0=N_{0}\subsetneq N_{1}\subsetneq N_{2}\subsetneq \dotsb \subsetneq N_{n}=M.}
Die Länge wird oft mit {\displaystyle \ell _{A}(M)} oder {\displaystyle \ell (M)} bezeichnet.

## Eigenschaften
- Nur der Nullmodul hat Länge 0.
- Ein Modul ist genau dann einfach, wenn seine Länge 1 ist.
- Ein Modul hat genau dann endliche Länge, wenn er artinsch und noethersch ist.[2]
- Die Länge ist additiv auf kurzen exakten Folgen: Ist

{\displaystyle 0\to M'\to M\to M''\to 0}
exakt, so ist {\displaystyle \ell (M)=\ell (M')+\ell (M'')}; sind zwei dieser Zahlen endlich, so ist es auch die dritte.
- Eine Kompositionsreihe ist eine Kette von Untermodulen, die einfache Subquotienten besitzt. Die Länge jeder Kompositionsreihe ist gleich der Länge des Moduls.

## Beispiele
- Vektorräume haben genau dann endliche Länge, wenn sie endlichdimensional sind; in diesem Fall ist ihre Länge gleich ihrer Dimension.
- Der {\displaystyle \mathbb {Z} }-Modul {\displaystyle \mathbb {Z} } hat unendliche Länge: Für jede natürliche Zahl {\displaystyle n} ist

{\displaystyle 0\subset 2^{n}\mathbb {Z} \subset 2^{n-1}\mathbb {Z} \subset \dotsb \subset \mathbb {Z} }
eine Kette von Untermoduln der Länge {\displaystyle n+1}.